# Război convențional
Războiul convențional este o formă de război purtat cu mijloace de luptă și tactici convenționale între două sau mai multe state suverane. Forțele ambelor părți beligerante sunt clar definite și se luptă în principal împotriva forței armate a celeilalte părți. Se folosesc arme convenționale și nu arme chimice, biologice  sau nucleare.
Scopul general al războiului convențional este de a distruge forța militară a oponentului, eliminând capacitatea acestuia de a se angaja în luptă. Pentru a obține capitularea celeilalte părți, una sau mai multe părți pot apela la tactici de luptă neconvenționale.

## Vezi și
- Război asimetric
- Război psihologic